# Kestenovac (żupania licko-seńska)
Kestenovac – wieś w Chorwacji, w żupanii licko-seńskiej, w gminie Donji Lapac. W 2011 roku liczyła 39 mieszkańców.